# Васнюв (гмина)
Васнюв (пол. Waśniów) — сельская гмина (волость) в Польше, входит как административная единица в Островецкий повет, Свентокшиское воеводство. Население — 7056 человек (на 2004 год).

## Демография
| Перепись                       | Всего   | Всего | Женщины | Женщины | Мужчины | Мужчины |
| ------------------------------ | ------- | ----- | ------- | ------- | ------- | ------- |
| Единицы                        | человек | %     | человек | %       | человек | %       |
| Население                      | 7056    | 100   | 3551    | 50,3    | 3505    | 49,7    |
| Плотность населения (чел./км²) | 63,4    | 63,4  | 31,9    | 31,9    | 31,5    | 31,5    |

## Соседние гмины
1. Гмина Бадковице
2. Гмина Бодзехув
3. Гмина Кунув
4. Гмина Лагув
5. Гмина Нова-Слупя
6. Гмина Павлув
7. Гмина Садове